# Xerochlamys diospyroidea

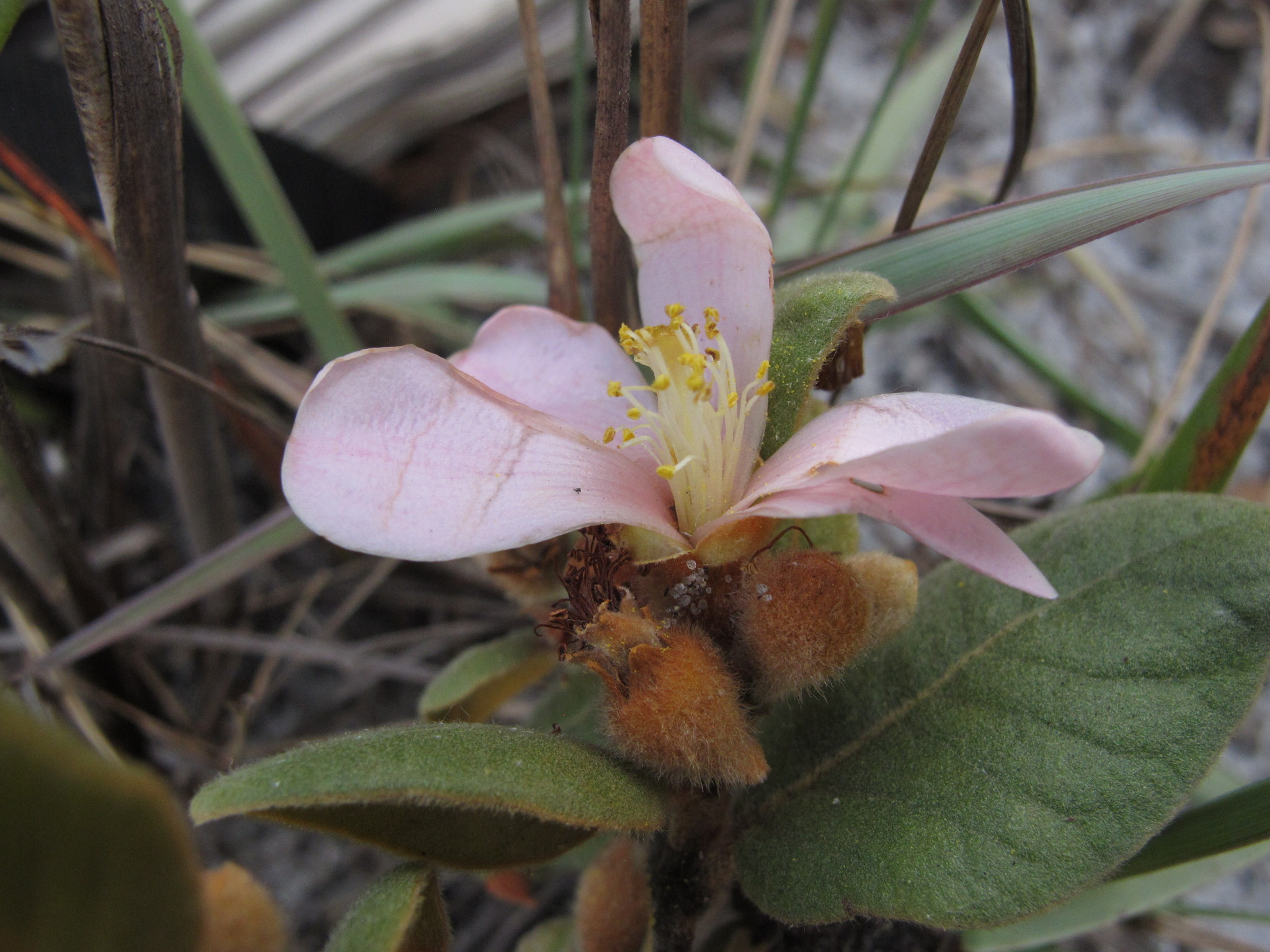
Xerochlamys diospyroidea

Xerochlamys diospyroidea är en tvåhjärtbladig växtart som först beskrevs av Henri Ernest Baillon, och fick sitt nu gällande namn av F.Gérard. Xerochlamys diospyroidea ingår i släktet Xerochlamys och familjen Sarcolaenaceae. Inga underarter finns listade i Catalogue of Life.